# Trident (sonde spatiale)
Pour les articles homonymes, voir Trident (homonymie).
Trident était un projet de mission spatiale  dont l'objectif était d'étudier Triton la plus grande des lunes de la planète Neptune. La mission est proposée en 2019 par le Lunar and Planetary Institute avec l'appui du Jet Propulsion Laboratory pour faire partie du programme Discovery de l'agence spatiale américaine, la NASA, La mission fait partie des finalistes sélectionnés en 2020 mais n'est pas retenu lors de la sélection finale de 2021 qui se porte sur deux missions à destination de Vénus.
Triton combine plusieurs caractéristiques remarquables qui en font un objectif de choix : son orbite rétrograde sans doute due à sa formation dans la ceinture de Kuiper, une surface géologiquement très jeune (sans doute moins de 50 millions d'années) qui pourrait abriter un océan souterrain peut être à l'origine des geysers observés au pôle sud et une puissante ionosphère.
Trident devait effectuer un survol unique de Triton et de Neptune en 2038. Son éloignement de la Terre fait de Triton un objectif couteux à atteindre. Des choix d'architecture radicaux sont effectués pour respecter l'enveloppe budgétaire allouée aux missions Discovery : une trajectoire quasi balistique (sans recours à la propulsion) permettant de limiter la masse des ergols, le recours à des instruments existants (moins couteux) et fixes (moins de masse), l'utilisation des batteries lors du survol de Triton contrepartie du choix d'instruments existants. La réduction de la masse permet de faire appel à un lanceur moins puissant et donc moins couteux. La sonde spatiale d'une masse de 1 230 kilogrammes emporte des caméras, un magnétomètre, un spectromètre infrarouge et un spectromètre de plasma.

## Contexte

### Caractéristiques du satellite Triton

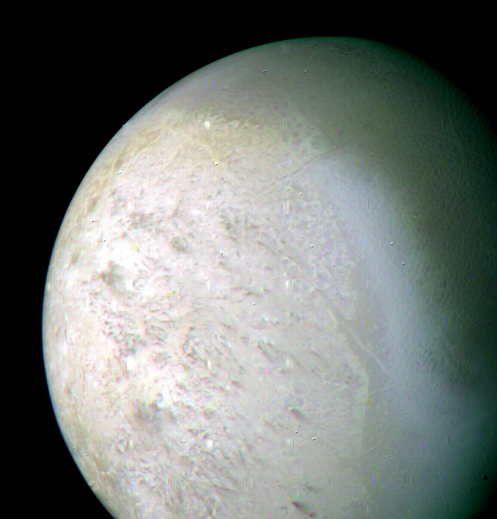
Triton photographié par Voyager 2 en 1989.

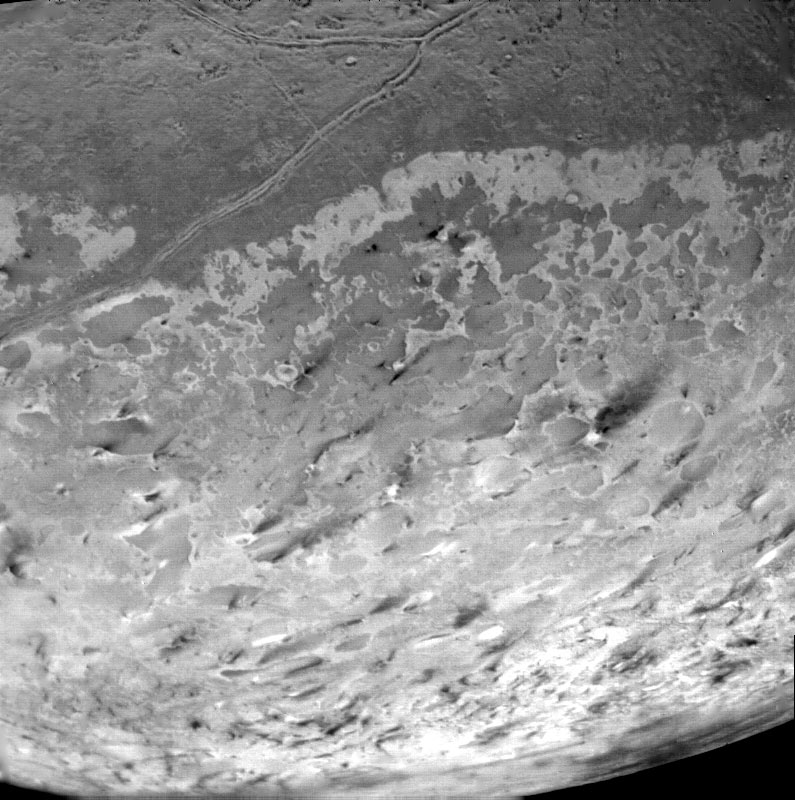
Les taches sombres visibles sur cette photo prise par Voyager 2 en 1989 sont interprétées comme les traces laissées par de geysers d'azote.

Triton est le plus gros des quatorze satellites naturels de Neptune. Il a été découvert le 10 octobre 1846 par l'astronome britannique William Lassell. Il a un diamètre d'un peu plus de 2 700 kilomètres, ce qui en fait le septième satellite naturel du Système solaire par taille décroissante — et un astre plus gros que les planètes naines dont Pluton et Éris. C'est le seul gros satellite connu du Système solaire orbitant dans le sens rétrograde, c'est-à-dire inverse au sens de rotation de sa planète. Cette caractéristique orbitale exclut que Triton ait pu se former initialement autour de Neptune et sa composition similaire à celle de Pluton suggère qu'il s'agit en réalité d'un objet issu de la ceinture de Kuiper capturé par Neptune.
Triton orbite autour de Neptune en 5 jours et 21 heures à une distance d'environ 355 000 kilomètres avec une inclinaison orbitale de 157°. Il est en rotation synchrone autour de Neptune, à laquelle il présente toujours la même face. Ces caractéristiques orbitales entraine des saisons très marquées d'une durée de 41 ans tout au long de l'année neptunienne, longue de 164,79 années terrestres. L'hémisphère sud a ainsi passé son solstice d'été en 2000 et cette saison doit durer jusqu'en 2041.
Triton est un corps de masse volumique moyenne légèrement supérieure à 2 grammes par centimètre cube, constitué vraisemblablement d'un important noyau métallique et rocheux entouré d'un manteau de glace d'eau et d'une croûte d'azote gelé à environ 38 kelvins (−235 °C) en surface. Une atmosphère ténue apparentée à celle des comètes enveloppe le satellite à une pression d'environ 4  à   6,5 pascals selon des mesures récentes réalisées depuis la Terre, composée presque uniquement d'azote N2, avec des traces de monoxyde de carbone CO et de méthane CH4. Cette atmosphère est probablement issue de geysers dont les traces ont été observées sur la calotte polaire australe de Triton, l'un des rares satellites naturels connus pour avoir une activité géologique significative et assez récente, notamment sous la forme de cryovolcanisme. Ceci expliquerait l'âge très récent des terrains observés par la sonde Voyager 2 en été 1989, qui couvrent environ 40 % de la surface du satellite, où très peu de cratères d'impact ont été relevés, donnant à l'ensemble un âge n'excédant pas la centaine de millions d'années — soit une valeur très brève à l'échelle des temps géologiques.

### Le survol de Voyager 2 (1989)
Triton, situé aux confins du système solaire (4,4 milliards de kilomètres en 1989), n'a été visité qu'une seule fois par un engin spatial. Voyager 2 a survolé la Lune le 28 aout 1989. Les images prises lors de ce survol ont montré des taches sombres. À l'époque, celles-ci sont interprétées comme les traces laissées par des geysers d'azote sublimé sous la surface et sortant sous pression en entraînant des particules de poussières sombres. Cette hypothèse est rapidement confirmée par une analyse plus poussée des images qui montre quatre geysers dont les jets s'inclinent à 90° à haute altitude sous l'influence des vents qui soufflent dans l'atmosphère extrêmement ténue.
Triton aurait été à l'époque de sa capture par Neptune fortement échauffée et son inclinaison orbitale élevée serait suffisante selon certains scientifiques pour que l'échauffement dû aux forces de marée  maintienne un océan souterrain à l'état liquide sous la surface gelée de la lune. Voyager a également démontré que Triton était un monde vivant dont la surface était modifiée par plusieurs processus : outre le cryovolcanisme, les mouvements tectoniques et la sublimation. La surface de Triton apparait très variée sur les photos prises par Voyager. La formation la plus marquante est composée de terrains d'apparence très particulière dits « en peau de cantaloup ». Plusieurs explications sont données au processus à l'origine des geysers. La plus ancienne lie leur apparition à un échauffement de couches sous-glaciaires par le rayonnement du Soleil traversant la croute de glace superficielle. Une explication plus récente, suggérée par la découverte des geysers de la lune de Saturne Encélade suggère l'existence d'un océan liquide souterrain. Si cette hypothèse est confirmée, elle aurait des implications majeures sur la recherche de la vie dans l'univers car elle signifierait que même un monde très froid peu abriter un environnement favorable à celle-ci.

## Développement du projet Trident
Le projet résulte d'une réflexion menée en 2017 sur les perspectives ouverts aux missions à petit budget du programme Discovery par la mise à disposition d'un générateur thermoélectrique à radioisotope multi-mission (RTG) pour produire l'énergie. Celui-ci permet de s'affranchir de panneaux solaires et est idéal pour des missions vers les confins du système solaire (l'énergie solaire décroit comme le carré de la distance) mais son cout le réservait jusque là aux missions spatiales bénéficiant d'un budget important. Mais le choix de panneaux solaires pour la mission Flagship Europa Clipper et la décision de la NASA de redémarrer la production de Plutonium 238 nécessaire à ce type de générateur a permis à la NASA de proposer des RTG à prix modéré pour les missions Discovery. Pour encourager les propositions à destination des planètes externes du système solaire, la NASA a décidé d'exclure de l'enveloppe budgétaire allouée à ces missions (500 millions US$) les couts opérationnels associés au long transit entre la Terre et l'objectif (d'une durée de 12 ans pour Trident). Une équipe du Jet Propulsion Laboratory a choisi de proposer une mission à destination de Triton parce que cette lune constitue dans le système solaire un corps aux caractéristiques atypiques et en grande partie mystérieuses. L'équipe du JPL a élaboré le projet Trident dont la faisabilité a été confirmé par la découverte d'une trajectoire permettant de s'affranchir d'une phase propulsée pour atteindre Triton. Louise Prockter, directrice du Lunar and Planetary Institute disposant d'une forte expérience sur des projets de sonde spatiale (MESSENGER, Europa Clipper) a été choisie pour prendre en charge le volet scientifique.
Le projet Trident fait partie de la vingtaine de candidats proposés dans le cadre du programme Discovery de la NASA en 2019 qui doit aboutir à la sélection des 15e et 16e missions. Ce programme est destiné aux missions d'exploration du système solaire ayant un cout plafonné à 500 millions US$ (en 2019). Trident fait partie des quatre propositions finalistes annoncées par l'agence spatiale le 13 février 2020 avec deux missions à destination de la planète Vénus DAVINCI et VERITAS ; ainsi qu'à destination de la lune de Jupiter Io IVO. Les équipes projet de chacune des quatre missions dispose de 9 mois pour détailler leur concept et reçoit 3 millions US$ pour mener à bien cette étude. Le 2 juin 2021 la NASA officialise la sélection des deux missions à destination de Vénus VERITAS et DAVINCI.

## Déroulement de la mission
La mission Trident, qui doit être lancée le 25 octobre 2025 par une fusée Atlas V 401, utilise une fenêtre de lancement correspondant à une configuration des planètes du système solaire qui se présente très peu souvent. Celle-ci lui permet de parvenir jusqu'à son objectif situé aux confins du système solaire à 29 unités astronomiques de la Terre sans avoir recours à sa propulsion (trajectoire balistique). La sonde spatiale utilisera l'assistance gravitationnelle des planètes suivantes :
- la Terre, le 28 octobre 2026 ;
- Vénus, le 25 mars 2027 ;
- la Terre, le 7 février 2028 ;
- la Terre, le 7 février 2031 ;
- Jupiter, le 28 juin 2032 à une distance de 1,24 rayons de Jupiter ; puis la lune Io.

Pour limiter les coûts, la sonde spatiale doit être placée en hibernation durant une grande partie de son long transit vers son objectif. Le survol de Triton doit avoir lieu le 28 juin 2038. Les observations scientifiques doivent débuter 80 heures avant le survol. La sonde spatiale doit passer à moins de 500 kilomètres de Triton, ce qui lui permettra d'analyser l'exosphère ténue de ce satellite. Quelques heures plus tard, la sonde spatiale doit survoler Neptune.

## Caractéristiques techniques
Des choix d'architecture radicaux sont effectués pour respecter l'enveloppe budgétaire allouée aux missions Discovery (500 millions US$ avec le cout de lancement mais sans les couts de la mission en phase opérationnelle) malgré la complexité d'une mission visant une destination aussi lointaine. Le choix d'une trajectoire quasi balistique (sans recours à la propulsion) permet de limiter la masse des ergols et de choisir une type de propulsion monoergol et donc simple. Tous les instruments emportés sont déjà disponibles (moins couteux) et leur pointage est fixe (moins de masse). La contrepartie du recours à des instruments existants est que leur consommation électrique n'est pas optimisée alors que les observations effectuées durant le bref survol de Neptune et de Triton nécessite une quantité d'énergie qui excède largement les capacités des  MMRTG. Durant le survol, les instruments tireront l'énergie de batteries qui représente une fraction importante de la masse de la sonde spatiale. Compte tenu de ces choix architecturaux la masse totale de la sonde spatiale permet de faire appel à un lanceur moins puissant et donc moins couteux.
La sonde spatiale Trident a une masse de 1230 kg dont 134 kilogrammes d'hydrazine. Pour disposer de suffisamment d'énergie à 30 unités astronomiques du Soleil, elle dispose de deux MMRTG qui fournissent 240 watts en début de vie. Les instruments scientifiques sont, :
- Un magnétomètre triaxial utiliser pour détecter un éventuel océan souterrain.
- Un spectromètre infrarouge avec une résolution de 2 à 100 kilomètres couvrant une bande spectrale allant jusqu'à 5 microns pour fournir la composition de la surface.
- Une caméra avec téléobjectif utilisée pour cartographier la face de Triton opposée à Neptune avec une résolution spatiale inférieure à 200 mètres.
- Une caméra grand angle utilisée pour cartographier la face de Triton située côté Neptune avec une résolution inférieure à 1500 mètres.
- Un spectromètre de plasma utilisée pour caractériser les particules chargées de l'exosphère et les apports énergétiques dans l'ionosphère.
- Une expérience de radio science utilisée pour déterminer la composition de l'atmosphère et cartographier le champ gravitationnel.